# Batman Forever (игра)
Batman Forever (рус. Бэтмен навсегда) — видеоигра, созданная по мотивам одноимённого фильма компании Warner Brothers в жанре Beat 'em up. Восемь зон игры (тюрьма, банк Готэма, цирк, метрополитен и др.) поделены на более шести десятков этапов. Среди главных героев доступны Бэтмен и Робин, у каждого из которых свои достоинства и свой набор вооружения.

## Игровой процесс

Кадр из игры для версии Sega Mega Drive/Genesis

Каждый уровень игры представляет собой незамкнутую локацию с расположенными на ней загадками, гангстерами, бонусами и предметами, которые могут использоваться игроком для прохождения того или иного подэтапа.

### Многопользовательский режим (со-ор)
В игре предусмотрены два режима многопользовательской игры. В одном из них игроки выбирают между Бэтменом и Робином для совместного прохождения игры. При этом экран не делится на две части и для продолжения игры необходимо движение обоих героев. Другой режим предусматривает схватку, напоминающую игры из серии Mortal Kombat; при этом среди героев доступны не только Бэтмен и Робин, но и их противники. Режим co-op не доступен на версиях игры для Game Boy и Game Gear Systems.

## Сюжет
Бэтмен вновь вступает на тропу войны со злом. Двуликий и Загадочник, с помощью телепатического устройства, терроризируют Готэм. Бэтмен вступает с ними в бой, но даже Тёмному рыцарю не под силу одолеть их в одиночку и ему на помощь приходит акробат по имени Робин, который готов на всё ради справедливости.

## Оценки и мнения
В целом, Batman Forever получила резко негативные отзывы критиков. Представитель сайта The Video Game Critic поставил версии для консоли SNES самую низкую оценку — «F». Игра была названа «полнейшей неразберихой». Обозреватель подверг критике ужасное управление и строение уровней, в частности, это идентичные рукопашные атаки всех персонажей, плохой многопользовательский вариант игры, отмечая, что игроки постоянно будут мешать друг другу при прохождении, а также запутанные уровни с большим количеством невидимых проходов. Не меньшей критике подверглись посредственная музыка и раздражающие загрузки. Дизайн уровней был отмечен как «готический», но в то же время некоторые этапы, такие как цирк, рецензент называет странными. Критик сайта Sega-16.com, обозревая версию для Mega Drive, называет Batman Forever отстойной игрой, оценив в 3 балла из 10.